# Renato Civelli
Renato Civelli (Pehuajó, 14 oktober 1983) is een Argentijns profvoetballer. Sinds januari 2017 speelt hij bij de Argentijnse club CA Banfield, waar hij ook zijn carrière begon. Zijn positie is centrale verdediger.

## Erelijst
- Finalist La Coupe de France in 2006 met Olympique Marseille